# Thomas Ernst
Thomas Ernst (Wiesbaden, 23 dicembre 1967) è un dirigente sportivo ed ex calciatore tedesco, di ruolo portiere.

## Palmarès

### Giocatore

#### Competizioni nazionali
- Campionato tedesco di seconda divisione: 2

Bochum: 1995-1996, 2005-2006

#### Competizioni internazionali
- Coppa Intertoto UEFA: 1

Stoccarda: 2002